# 315 v. Chr.
Portal Geschichte | Portal Biografien | Aktuelle Ereignisse | Jahreskalender | Tagesartikel

◄ |
5. Jahrhundert v. Chr. |
4. Jahrhundert v. Chr. |
3. Jahrhundert v. Chr. |
►

◄ | 330er v. Chr. | 320er v. Chr. | 310er v. Chr. | 300er v. Chr. |
290er v. Chr. |
►

◄◄ | ◄ | 318 v. Chr. | 317 v. Chr. | 316 v. Chr. | 315 v. Chr. |
314 v. Chr. |
313 v. Chr. |
312 v. Chr. |
► |
►►

## Ereignisse

### Reich Alexanders des Großen/Diadochenkriege
- Antigonos I. Monophthalmos gewinnt nach dem Sieg über Eumenes die Kontrolle über weite Teile des asiatischen Alexanderreiches, sodass Seleukos I., Statthalter der Provinz Babylonien, nach Ägypten fliehen muss. Da Antigonos I., bislang Mitverbündeter der anderen Diadochen, offen nach der Alleinherrschaft strebt, schließen sich Ptolemaios I., Seleukos I., Lysimachos und Kassander gegen ihn zusammen. Der Dritte Diadochenkrieg beginnt und dauert bis 311 v. Chr.
- Ptolemaios I. entmachtet die zypriotischen Kleinkönige und lässt die Insel durch seinen Statthalter Menelaos verwalten.
- Der makedonische Diadoche Kassandros gründet die Stadt Thessalonike, benannt nach seiner Frau, und lässt in der geschützten Bucht den Hafen von Thessaloniki anlegen.

### Westliches Mittelmeer
- Die Römer werden von den Samniten in der Schlacht von Lautulae besiegt.
- Die Römer ernennen Quintus Fabius Maximus Rullianus zum Diktator.
- Agathokles, Tyrann von Syrakus, erobert Messina.

## Geboren
- um 315 v. Chr.: Arkesilaos von Pitane, griechischer Philosoph († 241/240 v. Chr.)

## Gestorben
- Aristonous, Leibwächter Alexanders des Großen
- Quintus Aulius Cerretanus, römischer Politiker